# Plataplochilus loemensis
Plataplochilus loemensis är en fiskart som först beskrevs av Pellegrin 1924.  Plataplochilus loemensis ingår i släktet Plataplochilus och familjen Poeciliidae. IUCN kategoriserar arten globalt som livskraftig. Inga underarter finns listade i Catalogue of Life.